# Тит (Симедря)
Митрополит Тит (рум. Mitropolit Tit, в миру Феодор Симедря, рум. Teodor Simedrea, 4 вересня 1886 — 9 грудня 1971) — єпископ Румунської православної церкви, архієпископ Чернівецький і митрополит Буковинський (1940—1945).

## Життєпис
Народився 4 вересня 1886 року в комуні Найпу, жудець Влашка (нині жудець Джурджу), отримавши при хрещенні ім'я Феодор. Після закінчення початкових класів навчався в семінарії ім. митрополита Нифона в Бухаресті та на богословському факультеті там само.